# The Plot to Blow Up the Eiffel Tower
The Plot to Blow Up the Eiffel Tower est un groupe de jazz punk / post-hardcore / noise rock américain, originaire de San Diego, en Californie. Sur scène, ils portent les mêmes brassards que les membres du parti Nazi et s’adonnent à des pratiques homosexuelles durant leurs prestations lives. Le groupe est formé en 2001 et dissout en 2006.

## Biographie
Le groupe est formé en 2001 à San Diego, en Californie. Le groupe incorpore initialement des éléments de punk rock orientés jazz, puis effectue une approche plus lo-fi. Leur nom s'inspire de l'ouvrage Lipstick Traces: A Secret History of the 20th Century de Greil Marcus, lui-même une référence au film In girum imus nocte et consumimur igni de Guy Debord (1978). En 2001, l'année de leur formation, le groupe publie une première cassette, éponyme, et effectue un split 7" avec le groupe Necktie Party. En 2003, ils sortent Dissertation Honey. En 2004, le split avec Necktie Party est réédité, et le groupe signe avec le label Revelation Records en milieu d'année.
Le groupe est connu pour ses performances provocatrices. En 2005, lors d'une tournée avec The Blood Brothers et Big Business, chaque membre porte un brassard rouge avec marqué PLOT dans un cercle blanc, imitant intentionnellement ceux que portaient les Nazis. Ils causaient également le chaos sur scène notamment « en frappant les micros ». Welchez explique avoir « presque » mené à une émeute à Salt Lake City, et d'avoir causé une « cascade de pisse » à Baltimore, qui a fait bannir le groupe de la ville. The Plot remporte un San Diego Music Award dans la catégorie meilleur groupe punk en 2005 et 2006. Toujours en 2005 sort leur deuxième album, Love in the Fascist Brothel, qui paraît à première vue très controversé car les titres des morceaux évoquent le régime nazi.
Le 26 septembre 2006, The Plot annonce une tournée américaine avant sa séparation sur Myspace,.

## Membres
- Brandon Welchez - chant, saxophone
- Willam Graves - basse
- Charles Rowell - guitare
- Brian Hill-Peligro - batterie

## Discographie
- 2001 : The Plot to Blow Up the Eiffel Tower (cassette)
- 2001 : split 7" avec Necktie Party
- 2004 : If You Cut Us, We Bleed (EP)
- 2003 : Dissertation, Honey
- 2005 : Love in the Fascist Brothel
- 2005 : INRI (EP)